# Friedrich Gaedcke
Friedrich Georg Carl Gaedcke (* 5. Juni 1828 in Bonn; † 19. September 1890 in Dömitz) war ein deutscher Apotheker, der den Wirkstoff des Kokain isolierte.
Sein Vater war Universitäts-Stallmeister. 1844–1846 lernte er Apotheker in der Rostocker Ratsapotheke. Anschließend arbeitete er als Apotheker und war 1850 und 1851 Student in Rostock. 1854 erlangte er das Doktorat.
1855 veröffentlichte er im Archiv der Pharmazie Ueber das Erythroxylin, dargestellt aus den Blättern des in Südamerika cultivirten Strauches Erythroxylon Coca Lam.
1856 übernahm er die Apotheke in Dömitz, die er 34 Jahre leitete.